# Hyde Park (New York)
Pour les articles homonymes, voir Hyde Park (homonymie).
Hyde Park est une localité américaine située dans le comté de Dutchess, dans l'État de New York, juste au nord de la ville de Poughkeepsie. Le président américain Franklin Delano Roosevelt y est né dans le domaine de Springwood (devenu depuis sa mort le Franklin D. Roosevelt National Historic Site). En 2000, sa population était de 21 021 au recensement de 2020, sa densité de 202 habitants par km². Sa superficie est de 103 km2. Le Culinary Institute of America s'y trouve.